# Giovanni Antonio Nicolini da Sabbio

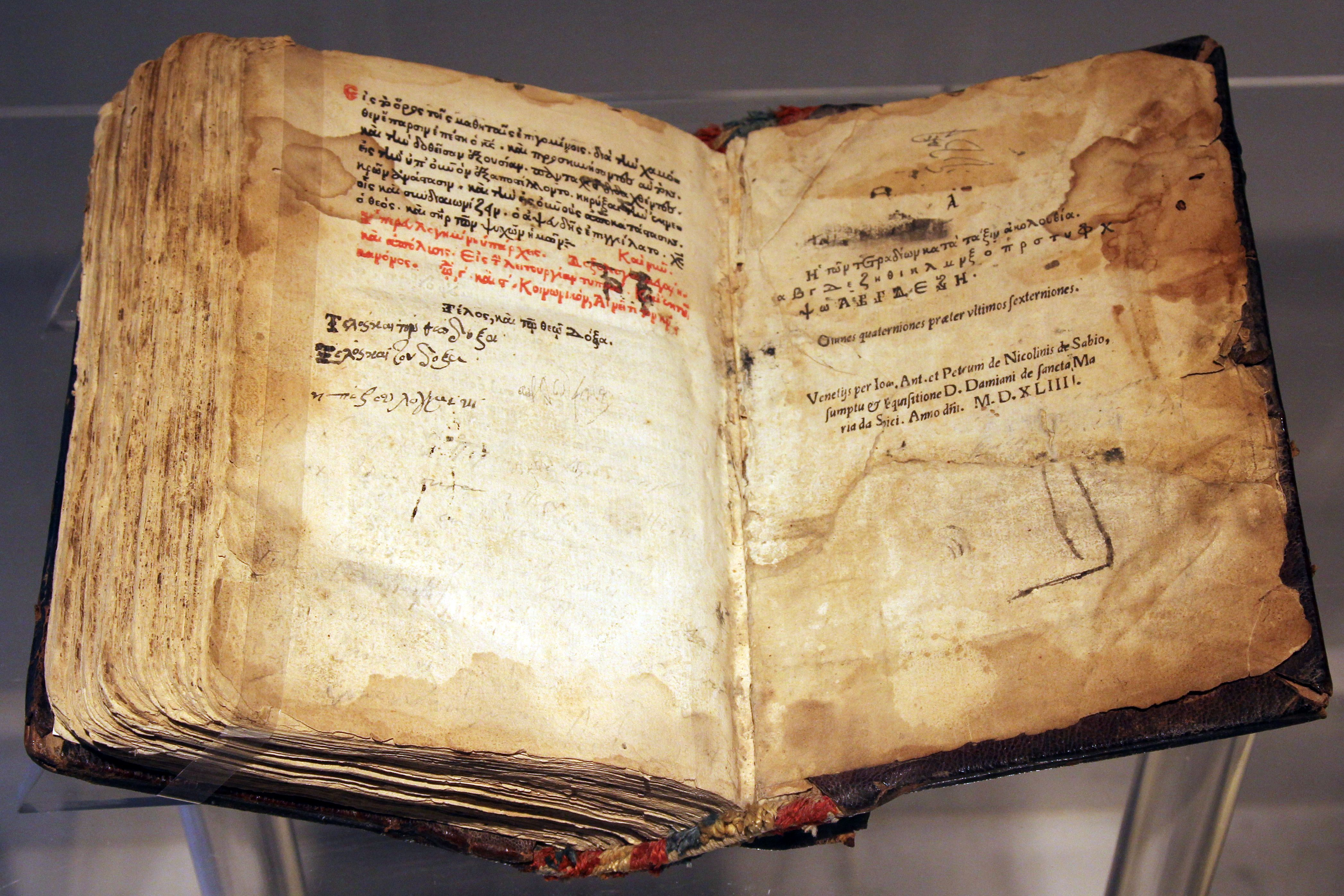
Pentek Ostarion, Venècia, 1544

Giovanni Antonio Nicolini da Sabbio (Sabbio Chiese, c- 1500 -  Venècia, 1546/47), fou un impressor venecià.
Va néixer a Sabbio Chiese, un petit poble prop de Brescia, poc abans, probablement, del 1500. Ell era el fill gran de Torrino Nicolini i germà de Stefano, Pietro, Giacomo, Lodovico i Giovanni Maria.
Va anar a Venècia, on va fundar una casa d'impremta en la qual participaren alguns dels seus germans.
Cal al 1512 apareix la primera impressió sota el teu nom (Zuane Antonio & fradelli com Sabio) datada, possiblement per un error d'impressió, el 1522. Posteriorment aparegueren nombroses obres en italià, llatí i grec sota el seu nom.
Giovanni Antonio apareix anomenat diverses vegades en els arxius de la ciutat.
Va morir a Venècia al final de 1546 o principis de 1547. El negoci d'impremta fou continuat per Pietro i Giovanni Maria.